# 莫氏尾囊海龍
莫氏尾囊海龍（学名：Mitotichthys mollisoni），為輻鰭魚綱棘背魚目海龍魚科的其中一種，該物種分布於塔斯馬尼亞海域，棲息深度可達46公尺，體長可達15.9公分，棲息在大陸棚，卵胎生。